# Кръстопътища по здрач
Кръстопътища по здрач (на английски: Crossroads of Twilight) е десета част от фентъзи поредицата „Колелото на времето“ от американския писател Робърт Джордан. Издадена е от Tor Books на 7 януари 2003 г. Състои се от пролог, 30 глави и епилог. Много от събитията в книгата се развиват успоредно с някои от моментите в предишния том, Сърцето на зимата.

## Сюжет
Перин Айбара продължава опитите си да спаси жена си, Файле Башийр, отвлечена от Шайдо Айил, като дори прибягва до измъчване на пленници, за да събере информация. Достига го предложение за временен съюз със сеанчанска армия, за да победят айилците заедно.
Мат Каутон още се мъчи да избяга от териториите, контролирани от Сеанчан. Междувременно започва да ухажва Тюон, която е отвлякъл и за която, според пророчеството, ще се ожени. По-късно той научава, че Тюон е обучена за сул'дам и може да бъде научена да прелива Единствената сила.
Елейн Траканд все още се опитва да стабилизира позициите си в Кемлин. Разкрива се и това, че тя е бременна с близнаци, но идентичността на баща им (Ранд) се държи в строга тайна.
Ранд ал-Тор, Прероденият Дракон, си почива след прочистването на сайдин. Той изпраща Даврам Башийр, Логаин Аблар и Лоиал на преговори за мир със Сеанчан. В края на книгата те се завръщат да му кажат, че сеанчанците приемат, но изискват среща със самия Прероден дракон.
Егвийн води бунтовничките Айез Седай в обсадата над Бялата кула. В края на книгата тя е пленена от Айез Седай от Кулата след като успешно е блокирала пристанищните вериги на града, превръщайки ги в куендияр.